# Earl Cureton
Earl Cureton (Detroit, 3 de setembro de 1957 – Detroit, 4 de fevereiro de 2024) foi um basquetebolista norte-americano que foi campeão da Temporada da NBA de 1993-94 jogando pelo Houston Rockets.

## Morte
Cureton morreu no dia 4 de fevereiro de 2024, aos 66 anos.